# Jemimah Kariuki
Jemimah Kariuki est une femme médecin kényane spécialisée dans la médecine préventive et la santé maternelle et infantile. Pendant la pandémie de Covid-19, elle a organisé un service d'ambulance qui a permis aux femmes enceintes d'accéder aux soins de maternité. Elle figure sur la liste des 100 femmes en 2020 de la BBC.

## Eléments biographiques
Jemimah Kariuki est médecin résident en obstétrique et gynécologie à l'hôpital national Kenyatta de l'université de Nairobi. Elle est la fondatrice du Peace Club, créé en réponse aux violences post-électorales de 2007, et du Public Health Club, qui se consacre à la prévention et à la sensibilisation au cancer du col de l'utérus.
Pendant la pandémie de Covid-19 au Kenya, en tant que médecin de maternité, elle constate une forte baisse du nombre de patientes, mais une augmentation des complications, en particulier pendant les heures de couvre-feu. Elle se rend compte que l'accès aux soins de santé est retardé en raison des possibilités de transport limitées. Le Kenya n'a pas de services d’ambulances publiques. Elle utilise d'abord la plateforme de médias sociaux Twitter pour demander le soutien d'organisations gouvernementales et d'entreprises privées afin de transporter les futurs parents à l'hôpital. Cette idée donne ensuite naissance à Wheels for Life, un service d'ambulances gratuit.

## Distinctions
Le 23 novembre 2020, Jemimah Kariuki figure sur la liste de la BBC des 100 femmes les plus influentes de l'année.
Le 25 mai 2021 , elle reçoit par le directeur général de l'OMS le Prix Mondial de la santé 2021.
.